# Эрваго, Жан-Мари
Жан-Мари Эрваго (фр. Jean-Marie Hervagault; 20 сентября 1781 — 8 мая 1812) — первый по времени появления из самозванцев, выдававших себя за Людовика XVII, чудом спасшегося из крепости Тампль. Осуждён за мошенничество, умер в тюрьме.

## Ранние годы
Источники несколько расходятся в определении, откуда родом и из какой семьи был человек, вошедший в историю по именем Жан-Мари Эрваго — так как в продолжении своей недолгой мошеннической карьеры, он множество раз менял имена, биографию, и даже, по свидетельству современников, переодевался в женское платье. Обладая незаурядной внешностью и определённым артистическим талантом, умел внушать доверие к себе и беззастенчиво пользовался этим.
И всё же, большинство сходится в том, что Жан-Мари Эрваго происходил из Сен-Ло. Его отцом был Рене Эрваго, по одним свидетельствам — портной, по другим — камнетёс, матерью — Николь Биго, кружевница. Мнение, что Эрваго был на самом деле был незаконнорождённым сыном герцога Монако от Николь Биго, которая была выдана во избежание позора за Рене Эрваго, видимо, пущено самим мошенником. По крайней мере, после ареста Рене Эрваго под присягой опознал в нём своего сына.
В 15 лет в Шербуре в первый раз арестован за бродяжничество и освобождён по ходатайству отца. Сразу после освобождения, вновь уходит из дому, направляясь на сей раз в Кавадо. Там, видимо, в первый раз встречается с роялистами, и начинает карьеру самозванца. Во время своих скитаний много раз меняет имя, представляясь вначале незаконным сыном герцога Монако, потом — сыном герцога Мадридского, племянником графа Артуа или же Марии-Антуанетты. По свидетельству современников, не раз переодевался в женское платье, объясняя это «желанием сохранить инкогнито». Тонкая мальчишечья фигура и нежные черты лица, так же как ранее д’Эону-де-Бомону, помогали в этом обмане.
Вновь арестован в Отто в марте 1797 года, осужден на четыре месяца тюрьмы. Вновь освобожден под поручительство отца, по воспоминаниям самого Рене Эрваго, когда он прямо спросил сына, не принимал ли он участия в заговорах против правительства, Жан-Мари с достаточной откровенностью ответил, что водил аристократов за нос и получал от них «всё что желал, посмеиваясь у них за спиной».
В 16 лет вновь бежит из дому, на сей раз направляясь в Алансон. По пути представляется родственнице королевской семьи мадемуазель Талон-Лакомб как отпрыск графов Монморанси, ограбленный неизвестными и оказавшийся потому в отчаянном положении. Доверчивая дама ссужает ему 40 луидоров (достаточно большая сумма по тем временам) и вызывается доставить юношу в своей карете прямо в родовой замок Монморанси. Чтобы избежать разоблачения, в ту же ночь юный мошенник спасается через окно, прихватив с собой деньги.
Весной 1798 года объявляется в Мо, где находит приют у некоей ярмарочной торговки по имени г-жа Лаварин. Ей он рекомендуется фермерским сыном, которого преследуют таинственные заговорщики. Разжалобив свою хозяйку, он получает 4 луидора и с этими деньгами садится в дилижанс. В очередной раз подвергается аресту за «подозрительное поведение» и препровождается до выяснения личности в тюрьму Шалон.
В ответ на вопрос председателя суда присяжных о его имени и месте жительства, дает таинственный ответ «Оно известно. Вы узнаете скорее, чем думаете.» Впрочем, почти сразу передумав, называет себя Луи-Антуан-Жозеф-Фредерик де Лонгвилль, 13 лет (на самом деле Эрваго было 17), описывает свой дом и воображаемую семью. Ему не верят, но все же посылают полицейских в семью Лонгвиллей, а также в ближайшие селенья. Сохранился документ с описанием арестанта: «Волосы светлые, глаза голубые, кожа светлая, шрам идущий вниз от носа к верхней губе».
Здесь же начинается его карьера самозванца. Среди прочих, его посетил, по воспоминаниям современников, некто из обслуги Тампля, и при виде его Эрваго во всеуслышание заявил что «этот человек узнал его, но боится сказать правду», чем произвел немалое впечатление на окружающих. Для того, чтобы окончательно доказать свою правоту, он якобы припомнил эпизод о том, как позвал на помощь этого служащего, когда воланчик из перьев, предназначенный для новомодной игры в бадминтон, зацепился за веревочку для звонка, причём именно этот слуга помог его снять. Тот же поклонился узнику и во всеуслышание признал его королём.

## Начало карьеры в роли Людовика XVII
В истории известно, что большинство самозванцев подталкивали к объявлению «своего настоящего имени» желающие верить в чудо. Так произошло с Пугачёвым, Анной Андерсон, то же случилось Эрваго.
Слух, что в крепости находится некто, отличающийся от обычных бродяг изысканными манерами и правильной речью, пополз по городку. Немедленно появился слух, что бежавший из Тампля дофин скрывается инкогнито в крепости и терпит тюремное заключение, чтобы не быть разоблаченным. Стоит вспомнить, что на это время во Франции приходится разгул коррупции и передел собственности в пользу финансовой аристократии, разорение и обнищание основного населения города и деревни. Ожидание «доброго короля», надежды связанные с ним велики как никогда. Потому слухи падают на подготовленную почву.
По документам, чета тюремных охранников устраивает Эрваго к максимальным удобством, и разрешает ему тайно выходит в город в женском платье. В тюрьме его посещают местные аристократки, мадам де Сень и мадам де Фелиз.
Вновь его находит в тюрьме отец, однако же — ещё один человек, парижский оружейник Лефевр, якобы узнает в нём пропавшего сына. Но свидетели из Сен-Ло единодушно твердят, что перед ними Жан-Мари Эрваго. Вновь его осуждают на месяц тюрьмы за мошенничество и передают на поруки отцу.
Едва выйдя из тюрьмы, Эрваго «занимает без возврата» 51 луидор у некоей Мари Бурж и вновь оказывается на два года за решеткой. Из тюрьмы он связывается со своей верной почитательницей мамам де Сень, и, выйдя на свободу 11 августа 1801 года, окончательно объявляет себя «спасшимся дофином» и окончательно поселяется в её доме. В одном из писем мадам де Сень с торжеством пишет, что наконец-то она «получила желаемое».
Вокруг него возникает подобие двора, причём мошенник охотно пользуется всеми выгодами своего нового положения. Однажды, в гостях у мэтра Адне, представителя городской администрации, соглашается рассказать историю своего чудесного спасения. Эту историю стенографирует, а затем переписывает набело и визирует секретарь местного нотариуса. Но прежде чем мы перейдем к версии «претендента», стоит познакомиться с одним нашумевшим романом, ставшем источником и для Эрваго и для абсолютного большинства его последователей.

## «Кладбище Мадлен» и его автор
Жан-Батист-Жозеф Реньо-Варенн (Jean-Baptiste-Joseph Regnault-Warin) аттестуется историками как писатель слабый, но достаточно плодовитый. Сейчас его творчество практически забыто всеми за исключением библиофилов, но в те времена роман «Кладбище Мадлен» (Le Cimetière de la Madeleine; 1800—1801), написанный по горячим следам событий, имел эффект разорвавшейся бомбы. Роман (исконно содержавший два тома) исчез с прилавков мгновенно, так что в спешке пришлось допечатывать дополнительный тираж. Пользуясь моментом, автор добавляет также третий и четвёртый тома.
Среди современников ходили упорные слухи, что книга написана по прямому указанию министра полиции Фуше, но если и так, автор, похоже, перешёл допустимые пределы. Третий и четвёртый тома вызвали недовольство консула Бонапарта и были немедленно конфискованы полицией, набор в типографиях рассыпан, автор в виде предупреждения посажен в тюрьму префектуры полиции, в компанию к пьяницам и уголовникам, а издатель отправлен в Тампль, где, как шутили современники, «он мог выяснить все обстоятельства прямо на месте». Обоих выпустили через десять дней, но роман остался под запретом. Реньо-Варенну пришлось не один день обивать пороги, доказывая, что речь шла просто о литературном произведении, не имеющим ничего общего с действительностью.
В конечном итоге разрешение было дано, и роман украсился льстивым и сервильным предисловием, в котором нынешнее правительство сравнивалось с «великими мужами древности с Августами и Траянами, приходившими на смену Неронам и Домицианам» (под последними подразумевались, конечно же, якобинцы, которым отводилось достаточно места в книге).
Интересно, что при относительной слабости литературного инструментария, Реньо-Варенн обладал отличным коммерческим чутьем. Роман строился «по рецепту» Сен-Жермена — опровергать так, чтобы читатели все сильнее укреплялись в мысли, что за чисто литературной оболочкой скрыты подлинные, «запретные» факты.
Роман повествует о том, как автор во время ночной прогулки к могилам Людовика XVI и Марии-Антуанетты на кладбище Сен-Мадлен в Париже, встречает аббата Эджуорта де Фирмона, последнего исповедника короля. (Стоит заметить также, что в годы написания романа де Фирмон был ещё жив!)
В эту и каждую следующую из двенадцати ночных встреч, де Фирмон все глубже и глубже раскрывает перед автором (и читателями) историю Тампля, ареста, содержания, казни короля и королевы, и наконец — изюминка придерживалась до последнего, четвёртого тома, тайного бегства наследника. Чтобы подтвердить свои слова, исповедник короля показывает подлинные документы, и Реньо скрупулёзно воспроизводит их на страницах романа один за другим, сохраняя номер и юридическую форму, и даже указание на архив хранения!
Первые два тома посвящены истории аббата де Фирмона, его многочисленным арестам, и новым попыткам бегства, и наконец, успешному проникновению к «узникам Тампля». В компании таких известных лиц как Мануэль, Малерб, Кондорсе и Клери, аббат готовит бегство короля. Но все происходит слишком неожиданно — дознание, суд и казнь. Заговорщики бессильны этому помещать.
Далее следует волнующий, но совершенно невероятный рассказ о тайной коронации дофина, которую Мария-Антуанетта и её сообщники проводят за стенами тюрьмы, причём один из заговорщиков, епископ де Сен-Х, тайно введённый в тюрьму Туланом (François Adrien Toulan) и Мишонисом (Jean-Baptiste Michonis), выполняет обряд помазания на царство. Думается, о степени достоверности всего повествования можно судить уже по этому эпизоду.
Следующая часть посвящена осуждению и казни королевы. Вновь заговорщики опаздывают с выполнением своего плана и теперь сосредотачиваются на единственной цели — похищении Шарля-Луи.
Основным сообщником похитителей оказывается лечащий врач дофина, доктор Десо. Некий «Фелзак», агент вандейского генерала Шаретта, склоняет к сотрудничеству «Киприота», любимого ученика Десо, а тому уже удается уговорить учителя. С помощью Десо «Киприоту» удается достать пропуск в Тампль, куда он проникает вместе с мальчиком-двойником, призванным заменить дофина в тюрьме.
Дальнейшее стоит воспроизвести точно по тексту:

Настораживало то, что ребёнок этот, был в отличие от принца здоров и подвижен, и посему не мог вызвать внимания и дополнительных хлопот персонала, которые были для нас жизненно необходимы, чтобы позволить выиграть время, пока мы окажемся в полной безопасности. Единственным выходом из положения казалось мне заставить его выпить такую дозу опиума, которая бы усыпила его на двадцать четыре часа, исключив таким образом возможность, что он выдаст всех нас неосторожным словом или неправильным поведением.
Когда он засыпает, мы переодеваем его… в одежду простую и ничем не примечательную и укладываем в полое тело деревянной лощадки, предназначенной для развлечения Шарля… Эта игрушка вместе с другими помещается в корзинку с двойным дном, а та — в небольшую тачку, которую я толкал перед собой…

Далее, в подробностях описав, как он миновал один за другим несколько постов, и вынужденный продемонстрировать содержание корзины, рискованно пошутил, что «детские игрушки могут быть опасны для революции» Фелзак под видом врача сумел якобы проникнуть в камеру дофина. Грозя оружием и подкупив деньгами, он обеспечивает помощь со стороны женщины-привратницы, и благополучно поменяв местами детей, удаляется вместе с лошадкой, спрятанной в корзине.
Спасенного ребёнка немедленно переодевают девочкой и под именем мадам Шарлотты, переправляют в лагерь вандейцев. Затем его пытаются переправить на корабле в Америку, но корабль захвачен французским фрегатом, дофин попадает в плен ещё раз, переправляется в новую тюрьму, где и умирает.
О степени достоверности романа нечего говорить. Аббат провел все эти годы в эмиграции, в Англии. Фелзак и Киприот никогда не существовали в действительности. Шаретт не встречался с наследником престола.
И все же нашлось множество людей, убедивших себя и других, что в романе правда скрыта под налетом явно неправдоподобных деталей, и роман «Кладбище Мадлен» стал настольной книгой практически всех «кандидатов в дофины».

## Бегство из Тампля
Эрваго был достаточно осторожен, чтобы не выдать себя рассказами о раннем детстве и времени до заключения в Тампль. Потому он начинает сразу с момента обучения у Симона, объявив, что из-за нервного шока забыл все, что случилось ранее.
Далее, он делает крупный промах, во-первых, утверждая что чета Симон воспитывала его вплоть до термидорианского переворота, (на самом деле — сапожник и его жена покинули крепость на шесть месяцев раньше), во-вторых, что его содержали вместе с сестрой и за ними присматривала какая-то неизвестная женщина.
Чуть ранее термидорианского переворота некие «друзья» якобы дали ему понять, что все готово к бегству. В одну из ночей, в полой деревянной лошадке, одной из его постоянных игрушек, некто, переодетый моряком, тайно пронес усыпленного опиумом ребёнка. В темноте «дофин» якобы видел, как ребёнка укладывали в его постель, а его самого, спрятав в корзинке для грязного белья, принадлежавшей прачке Клуе, вынесли наружу.
Далее, переодетого в женское платье, его якобы переправили к одному из главарей шуанов Фротте. Совершенно случайно «дофин» узнал, что его заменил в Тампле Жан-Мари Эрваго, купленный у родителей за большие деньги. Помог это сделать член коммуны Реми Биго, якобы родственник (на самом деле — однофамилец) матери двойника Николь Биго. Отравленный опиумом тяжело больной ребёнок не смог проснуться, именно его смерть была официально выдана правительством за смерть «сына Капета».
Считается, что за основу этого рассказа Эрваго взял четвёртый том романа «Кладбище Мадлен». С его легкой руки, эта история (полая лошадка, усыпленный опиумом ребёнок, корзинка для грязного белья) исправно воспроизводилась каждым следующим самозванцем.

## Дальнейшие скитания
По словам претендента, он в дальнейшем был переправлен к вандейскому генералу Шаретту. Тот принял спасшегося принца холодно — так как в лагере вандейцев шла скрытая борьба за власть — и в конечном итоге переправил опасного гостя в Англию. Там он якобы жил в качестве гостя Георга III и чудом спасся, когда граф Артуа, сам желающий сесть на французский трон, подсыпал ему в пищу мышьяк.
Георг III счел за лучшее отправить его в Ватикан, где папа принял изгнанника, и дал ему несколько тайных аудиенций. Там же, якобы по приказу Его Святейшества, принц был клеймен французскими лилиями на правое бедро, и лозунгом «Да здравствует король!» на левую руку. В этом месте рассказа, претендент действительно показывал соответствующие знаки, историки считают, что это были на самом деле тюремные татуировки.
Далее претендент якобы посетил Испанию, где был с почетом принят при дворе, и всем сердцем влюбился в прекрасную принцессу Бенедикту (заметим в скобках, что ей было в это время около шестидесяти лет). Вообще, с возрастом у претендента как видно были связаны самые большие сложности, он сам был старше своего «двойника» на четыре года.
Монархически настроенные заговорщики настойчиво звали его во Францию. По пути он якобы посетил прусского короля, вернулся в страну, однако события 18 фрюктидора во многом ослабили его надежды достичь трона. Он решил снова бежать в Англию, но рыбацкое суденышко штормом было вновь выброшено на французский берег. Именно тогда по словам претендента он был арестован в Шербуре, бежал, друзья настойчиво советовали ему скрыться в Германии. Он попытался пробраться туда, но был вновь арестован в Шалоне.
Следует также сказать, что рассказ Эрваго неоднократно подвергался правке и уточнению. Так вначале фигурировавшая в нём тачка с грязным бельем трансформировалась в корзинку, безымянный епископ, украсивший его татуировкой — в папу Пия VI, Англия сменила первоначальный вариант — Америку, а Фелзак, что уж прямо восходило к роману — превратился в главаря шуанов Фротте.

## Арест и дознание
Но, так или иначе, поклонники Эрваго не замечали неувязок и явных противоречий в его рассказе. Слухи о спасшемся дофине распространялись все дальше, и власти, опасаясь беспорядков, приняли решение начать новое дознание.
Претендент был арестован в доме мэтра Адне и отправлен в Суассон близ Парижа, при полном запрещении встречаться и переписываться с кем бы то ни было. Вновь его выручил отец, клятвенно подтвердив, что претендент является его старшим сыном, а изысканные манеры, правильную речь и некоторые знания о быте двора смышленый ребёнок получил в Париже, где его отец, портной, какое-то время работал, обшивая аристократических клиентов.
Стоит заметить, что в это время делом Эрваго лично заинтересовался министр наполеоновской полиции Жозеф Фуше. Оставим в стороне романтическую версию, что Фуше якобы требовал от Наполеона вернуть престол «законному государю», и согласимся с Е.Черняком: «Остается неясным, что при этом имел в виду многоопытный предатель Фуше: объявить от имени фальшивого дофина о его отказе от своих прав в пользу первого консула Бонапарта или, напротив, держать под рукой человека, которого при благоприятном стечении обстоятельств удобно было бы противопоставить Наполеону? Зная характер Фуше, можно смело предположить, что он учитывал и ту и другую возможность.»
Впрочем, Фуше довольно скоро разочаровался в своем протеже. Как видно, при всей бойкости и относительной смышлености, Эрваго не подходил для крупной политической игры. Фуше вскоре характеризует его с убийственной прямотой, как «мелкого воришку». Претендент был освобожден в марте 1806 года и немедленно взялся за старое. Собственный отец был вынужден заявить на него в полицию и неуемный кандидат в дофины был сослан в колониальный полк в Белль-Иль-ан-Мер, где ему вскоре удается убедить солдат и офицеров в своем «царственном происхождении». Также действует в его пользу тот факт, что в сражениях Эрваго показывает себя незаурядным храбрецом. Ему охотно ссужают деньги, освобождают от многих обязанностей. Но, видимо, Эрваго не сидится на месте и претендент бежит из армии, попадается вновь, и приговаривается к четырём годам тюрьмы и штрафу в 1500 франков.
Эрваго отправляется в тюрьму Бисетр и оттуда уже не выйдет. Он умрет от болезни 8 мая 1812 года в своей камере. Перед смертью, по утверждению свидетелей, он поклялся на Библии, будто действительно был пропавшим дофином.

## И все же вопросы остаются
Можно сказать, что первому претенденту не повезло. Он заявил о себе слишком рано, когда у власти стоял первый консул Бонапарт, который слышать не хотел о дофинах, все равно, фальшивых или подлинных.
Ж.Ленотр, сторонник теории бегства, задается небезынтересным вопросом — как Эрваго, будучи на восемь лет старше своего «двойника», мог успешно объявлять себя тринадцатилетним и вводить в заблуждение такое количество людей? Ответа нет, но это одно не является доказательством тождества дофина с Эрваго. Ленотр также готов предположить, что воспоминания «претендента» в том виде, в каком они дошли до нас, были тенденциозно «исправлены» и «дополнены». Опять же, доказательств тому нет, а посему, все догадки повисают в воздухе.
Х.Рош прибегает к ещё более слабому доводу, уверяя, что Эрваго — мошенник и вымогатель, и Эрваго, объявивший себя дофином, два разных человека. И снова, доказательств тому не приводится, исключая рассказы неких анонимов, переданные из третьих рук.
Однако же, большинство ученых поддерживает мнение М.Гарсона, что Эрваго, пусть обаятельный, наивный, подпавший под очарование собственной игры, остается мошенником, причём мошенником, который поддавшись чужим ожиданиям, взвалил на свои плечи роль, которая была ему явно не под силу.